# PacoBlaze
 (septembre 2023).
Le PacoBlaze est une implémentation en Verilog synthétisable du processeur softcore PicoBlaze de Xilinx, disponible sous la licence BSD. Le design comprend la configuration des 3 PicoBlaze dans un unique jeu de fichiers configurable.
Le cœur a été écrit [Quand ?] et est maintenu par Pablo Bleyer. Il a aussi écrit un assembleur PicoBlaze/PacoBlaze en langage Java nommé KCAsm.
Les performances du processeur sont similaires à celles du PicoBlaze original, mais selon l'implémentation, la taille du cœur sur un FPGA est de 30 à 50 % plus large. Cependant, des portions inutilisées du cœur peuvent être enlevées pour réduire le nombre de blocs utilisés, et augmenter ainsi la vitesse.